# Грюнберг (Гессен)
Грюнберг (нем. Grünberg) — город в Германии, в земле Гессен. Подчинён административному округу Гиссен. Входит в состав района Гиссен. Население составляет 13 944 человека (на 30 июня 2009 года). Занимает площадь 89,25 км². Официальный код — 06 5 31 006. Первое упоминание - 1186 год.

## Фотографии

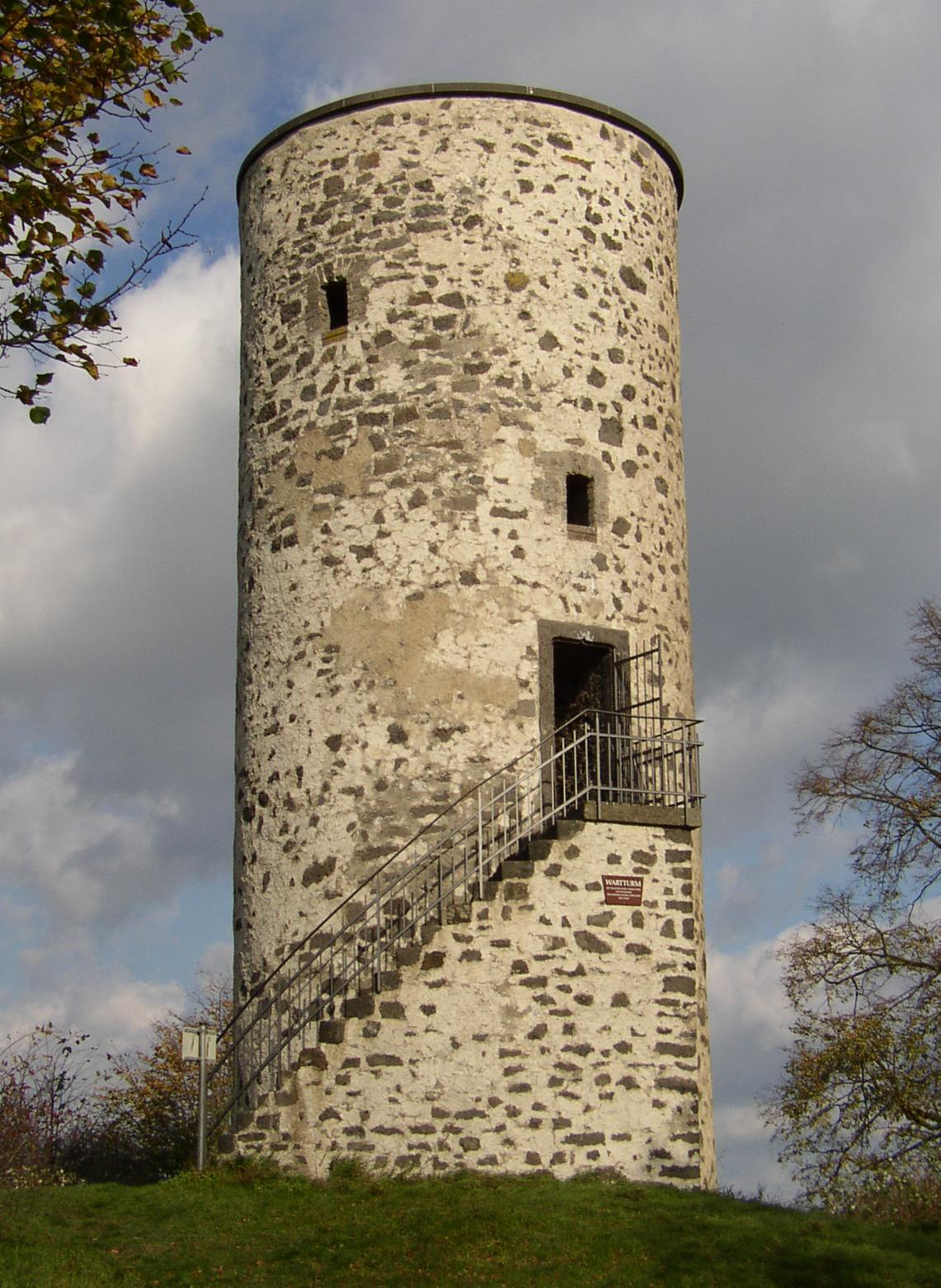
Башня северных укреплений
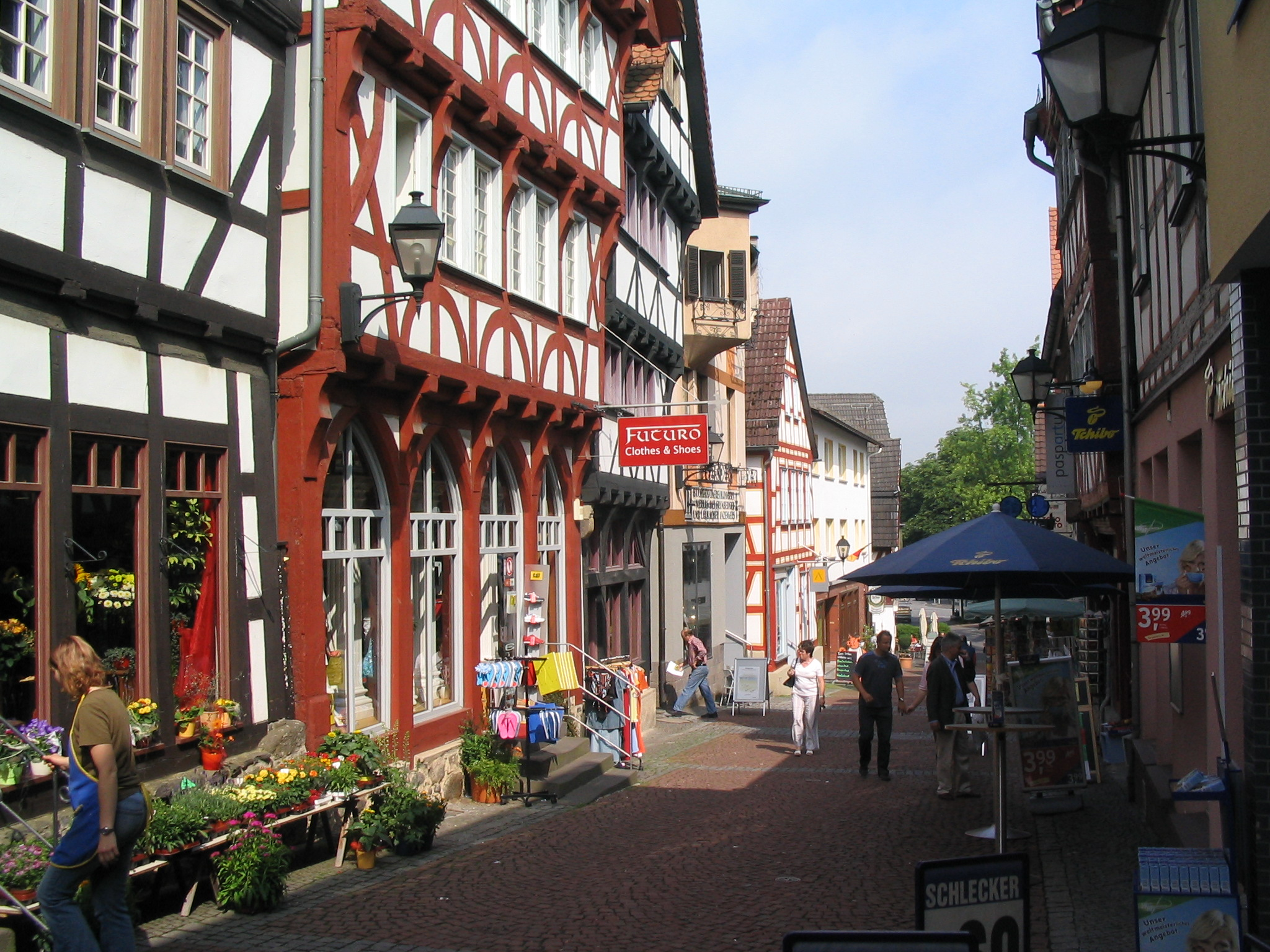
Восстановленная торговая улица
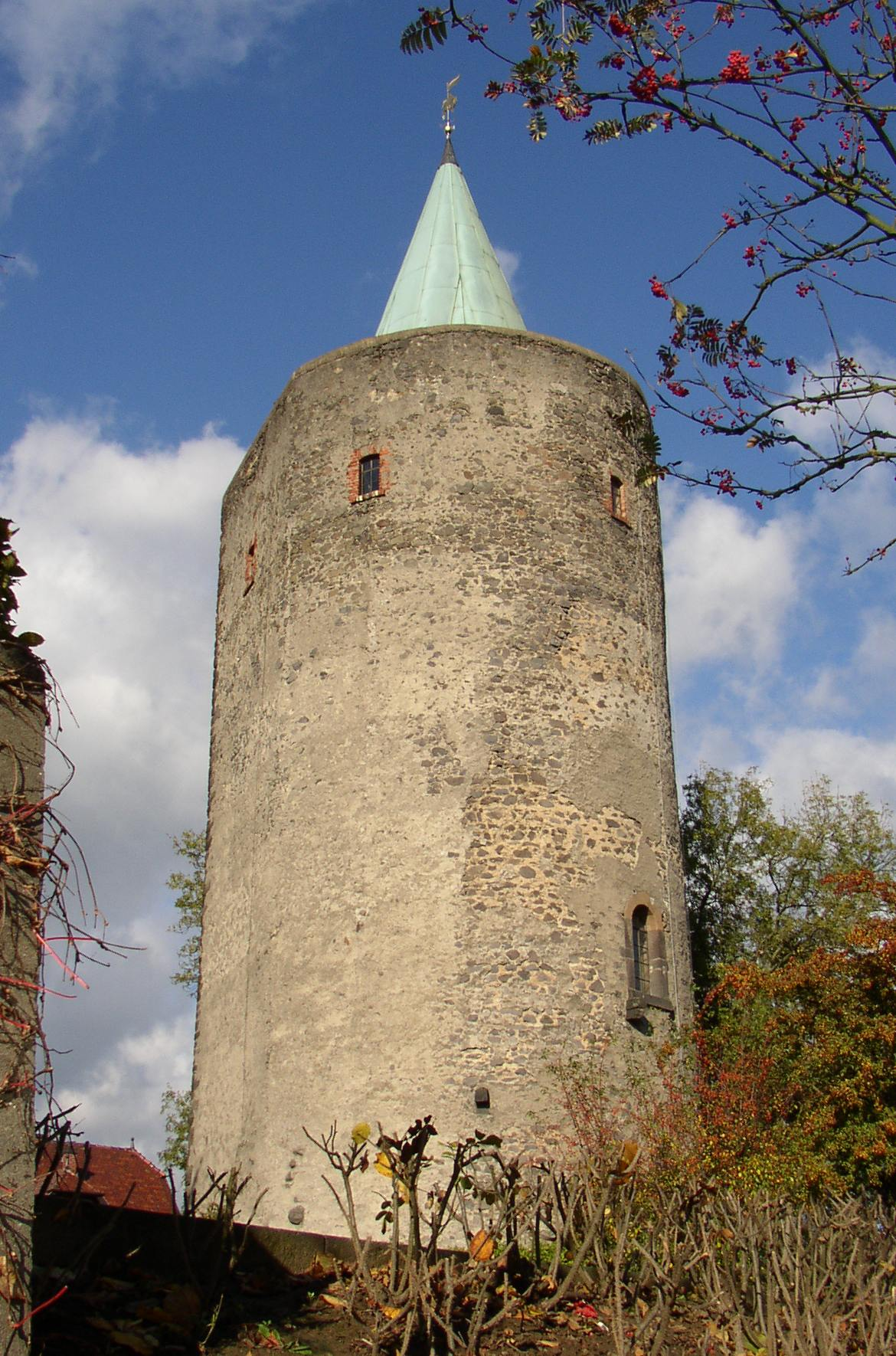
«Воровская башня»